# 萬能改槍手
萬能改槍手（英語：Sons of Guns），為美國製作公司Jupiter Entertainment為探索頻道製播的真人實境節目，紀錄由威爾·海登所創立的Red Jacket槍枝公司之實際營運情況。Red Jacket槍枝公司位於美國路易斯安那州巴頓魯治市，所經營的業務範圍包括維修、生產、販賣、教學、訂製與修復各類槍枝、火焰噴射器、大砲，口號為「任何夢幻武器，我們都能為您打造」，該店還提供客制化武器服務，客戶在店內如果找不到滿意的武器商品，還可以直接跟店家下單，要求訂作一把專屬於自己而且舉世絕無僅有的槍枝、火焰噴射器、大砲。

## 主要內容
經營槍枝公司常常面對形形色色的客人，每個客人的性格、喜好、須求、槍枝知識熟稔度都不同，常會在店內看到各種狀況，例如有些客人經濟上較為富裕，渴望能以最快的時間就能獲得喜愛的武器，不在乎加速趕工訂作武器時所要付出的額外高額金錢，要求把長達數月、或半年才能製作完成的武器，縮短到僅一、二個禮拜就要拿到手，這時作為老闆的威爾·海登就會把店內的每個員工都推到極限邊緣，員工常被逼到潛能爆發進而提高製作武器的速度，以期能在交貨日之前作出槍枝、火焰噴射器、大砲。
在本劇中可以看到客戶在取貨得到所交託的維修、訂製武器前，店家必會邀請客人一起擊發武器來確認武器的製作成果，為了取悅前來拿武器的客人，在試槍現場的標靶常會安裝炸藥，標靶常是廢棄車輛、簡易木造瓦房、大型遙控飛機......等，讓客人擊中標靶後，隨著標靶的巨大爆炸聲響及驚人爆風效果而獲得額外的滿足感。

## Red Jacket槍枝公司成員
威爾·海登曾經擔任過6年美國海軍陸戰隊隊員，1999年退役後創立Red Jacket槍枝公司，至今已超過13年。

威爾育有兩個女兒，長女史黛芬妮·海登在2003年加入公司成為父親的事業合夥人，在店內擔任櫃檯經理一職負責店內的武器銷售。2011年期間史黛芬妮受到店內員工克里斯·福特的追求，兩人於2012年結婚，史黛芬妮隨即依美國嫁娶習俗而改從夫姓為史黛芬妮·福特。
- 威爾·海登 — 老闆
- 史黛芬妮·福特 — 櫃檯經理（威爾的女兒）
- 克里斯·福特 — 生產部門經理（威爾的女婿）
- 喬·莫耶 — 首席機械技工/銷售網路管理員
- 查理·華特森 — 機械鑑定專家/營業經理
- 格倫“弗萊姆”弗萊明 — 焊工
- 克里斯塔弗·麥克“米奇”威廉斯 — 機械技工
- 文森·巴克斯 — 前生產部門經理

## 停拍醜聞
2014年8月，節目主要成員，紅夾克槍枝公司老闆威爾·海登（Will Hayden）遭到路易斯安那州警方逮捕，警方指控威爾自2013年三月開始強暴自己與第二任妻子所生的12歲小女兒，時間長達一年。威爾被捕後，《萬能改槍手》節目製作方與Discovery共同發表聲明，指「威爾的罪行嚴重而可怕」，決定立即停止《萬能改槍手》第五季的拍攝工作，並永久取消這個節目。紅夾克槍枝公司也隨後發表聲明，稱威爾將不再擁有公司經營權，永遠不再與公司有關聯。
2014年9月，節目的主要成員，威爾的大女兒，紅夾克槍枝公司銷售經理史黛芬妮·福特（Stephanie Ford）在脫口秀節目中公開自己年幼時也曾遭到威爾酒後性侵，在節目中一度因為情緒激動而昏倒。史黛芬妮的丈夫，威爾的弟子克里斯·福特（Kris Ford）隨後也在個人臉書痛斥威爾的行徑，但是很快就刪除文章。
對於性侵指控，威爾透過其委任律師全面否認，並反指大女兒是不滿收入才「編故事」。
2014年10月24日，克里斯與史黛芬妮·福特遭警方逮捕，克里斯遭指控以皮帶虐打史黛芬妮前一段婚姻所生的長子，史黛芬妮旁觀且沒有阻止。兩人最後被裁定以兩萬五千美金交保。
2015年7月，威爾正式被路易斯安那州檢方起訴，指控他涉嫌於90年代初期性侵一名當時暫時借宿在海登家的12歲女童（基於保護受害者隱私，未公開姓名）、酒後試圖性侵自己的長女未遂，以及在2013年到2014年期間多次性侵次女，起訴兩項加重性侵罪與一項性侵罪。
2017年4月7日，大陪審團裁定罪名成立。5月11日，威爾被法官判處兩個無期徒刑，一個40年有期徒刑，皆不得假釋。未公開姓名的受害者亦到場聽判，但沒有接受任何媒體的訪問。

## 外部連結
- 英文官方網站（英文）
- 中文官方網站 （页面存档备份，存于）（繁體中文）
- 製作公司Jupiter Entertainment（英文）